# Habilidades gerenciales
Las habilidades gerenciales, habilidades directivas, habilidades de gestión, habilidades organizativas o habilidades administrativas son las necesarias para gestionar óptimamente una organización o un evento complejo.

## Tipos de habilidades gerenciales
Pueden distinguirse 3 tipos:
1. Habilidades técnicas: son las específicamente implicadas en el correcto desempeño de un puesto determinado y se adquieren siempre por formación académica o una experiencia laboral prolongada
2. Habilidades interpersonales (detalladas más abajo): las que se refieren a la capacidad de trabajar con otras personas y de motivarlas
3. Habilidades conceptuales: capacidad de analizar información compleja y resolución de problemas

En otras clasificaciones las habilidades técnicas y las habilidades conceptuales se agrupan en habilidades personales del directivo.

## Inclusión en otros conjuntos de habilidades
La mayoría de las habilidades gerenciales son comunes a las habilidades empresariales o cualidades empresariales, es decir, las necesarias para gestionar exitosamente una empresa. También pueden considerarse habilidades del emprendedor o habilidades emprendedoras. Aunque se puede distinguir entre emprendedor y empresario (el emprendedor desarrolla su propio concepto de negocio, actuando como un inventor, mientras que el empresario se ocupa de conceptos de negocio anteriormente desarrollados), los dos necesitan las habilidades que se enumeran a continuación.

## Habilidades empresariales
Hay que distinguir las habilidades empresariales (entrepreneurial skills) de las habilidades gerenciales (management skills o, menos habitualmente, managerial skills). Las gerenciales son un subconjunto de las empresariales. Tanto el emprendedor como el empresario están al frente de la compañía, mientras que el gestor o directivo se encuentra en niveles inferiores de la empresa, o bien es gestor de alguna organización u órgano administrativo. Por ejemplo, un gestor no necesita innovar, pero un empresario sí, y más un emprendedor.
Por eso toda habilidad gerencial le viene bien a un empresario o emprendedor, pero le hacen falta además otras capacidades. En la lista de más abajo se marcan en negrita las habilidades específicamente empresariales.
Las habilidades empresariales pueden dividirse en personales e interpersonales:

### Personales
- Creatividad[5]
- Visión: anticipar correctamente el futuro,[5] al menos a medio plazo, visualizando las razones que explican esa evolución. Por ejemplo, prever que los vehículos eléctricos reemplazarán a los térmicos, y por ello sería un buen negocio montar una fábrica de baterías.
- Reconocimiento de oportunidades
- Generación de oportunidades
- Iniciativa[6]
- Tolerancia al riesgo
- Resolución de problemas
- Toma de decisiones
- Planificación del trabajo y de la estrategia de la empresa, lo que supone fijar objetivos y asignar recursos (humanos o materiales) para alcanzarlos
- Priorización: saber en cada momento qué es más importante y conseguir que se resuelva
- Capacidad de analizar información compleja y deducir las acciones más convenientes
- Conocimiento del negocio
- Optimismo
- Persistencia[7] (perseverancia)
- Resiliencia: capacidad para enfrentar las dificultades y sobrellevarlas[8]
- Disciplina: forzarse a cumplir las metas que se ha fijado de la manera y en el tiempo en que se las ha fijado[9]
- Autoconocimiento: se debe tener claro qué se quiere, cuáles son las fortalezas y debilidades y qué se está dispuesto a soportar

### Interpersonales
- Trabajo en equipo
- Comunicación, hablada y escrita, tanto a los miembros de su equipo como a un público numeroso[10]
- Saber escuchar
- Capacidad para establecer lazos con terceros
- Liderazgo
- Reparto óptimo del trabajo entre las diferentes personas que forman su equipo, según sus capacidades, lo que incluye saber delegar
- Comportamiento moral con colaboradores, clientes y proveedores. Un comportamiento inmoral, por ejemplo no pagar a los proveedores pudiendo hacerlo[11] o incumplir a sabiendas los plazos de entrega a los clientes, redundará en graves perjuicios para la empresa. «La conducta ética es la única que garantiza la sostenibilidad y la rentabilidad de las empresas» Antonio Garrigues Walker[12]
- Negociación
- Ser buen vendedor: darse cuenta de lo que necesita el posible cliente (o lo que le podría venir bien), ofrecérselo en condiciones ventajosas o atractivas,[5] y cumplir lo que se le prometa
- Control del trabajo: asegurarse de que se va realizando conforme a lo planificado, y de no ser así, establecer medidas correctoras eficaces
- Conseguir inspirar confianza. Esto se logra con respeto, sinceridad, lealtad, transparencia, cumplimiento de los compromisos,[13] un lenguaje corporal adecuado,[14] servicio y demostración de capacidad técnica.[15]
- Saber atraer y mantener a personas capacitadas
- Gestión del tiempo
- Buena gestión del dinero

## Habilidades empresariales y éxito empresarial
Lo anterior no debe entenderse como que hacen falta todas y cada una de estas habilidades para conseguir el éxito empresarial, pero cuantas más se tengan, y en mayor grado, más probable será el éxito. Por otra parte, si el empresario o emprendedor se da cuenta de que no posee alguna o varias de ellas, puede intentar aprenderlas, por ejemplo mediante cursos de formación, o encargar tareas que las requieran a personas que sí las posean. En eso consiste saber delegar.
Entre las razones para no emprender se cita la conciencia de falta de habilidades emprendedoras. Se considera por tanto que si el sistema educativo imparte habilidades emprendedoras habrá un mayor grado de emprendimiento.

## Habilidades del emprendedor
- Pensar en el dinero como un medio para conseguir los objetivos y no como un fin en sí mismo.
- No bloquearse ante la incertidumbre[5] y ser capaz de tomar decisiones correctas cuando la información es insuficiente.
- Capacidad de comunicación.
- Vocación de servicio: el emprendedor quiere ser útil para los demás, ofrecer algo que cree necesario, o en condiciones más ventajosas que las del mercado en ese momento.
- Tolera las críticas y los fracasos, y los aprovecha para mejorar.[6]
- Inconformismo: el emprendedor no está contento con "lo que hay" y busca mejorarlo, cambiarlo, transformarlo o dejarlo atrás.
- Pensamiento innovador: si el pensamiento operativo selecciona entre los medios existentes para lograr el fin deseado, y el pensamiento estratégico encuentra nuevos medios para conseguir el fin deseado, el pensamiento innovador encuentra nuevos fines para los medios existentes.[20] Por ejemplo, aprovechar las cáscaras de almendra, en principio un desecho de la producción de turrón, como alternativa de biomasa al pellet de madera.[21]
- Entusiasmo: el emprendedor cree firmemente en lo que hace y lo transmite con positividad y energía a sus colaboradores y posibles clientes.[6]
- Asertividad: dice lo que quiere decir con respeto, firmeza y amabilidad.[6]
- Paciencia: sabe que el camino es largo y tiene la capacidad de esperar resultados positivos sin inquietarse.[9]
- Esfuerzo: está dispuesto a sacrificar mucho tiempo y dedicación para conseguir su objetivo.[9]